# Liste der Baudenkmäler in Uffing am Staffelsee

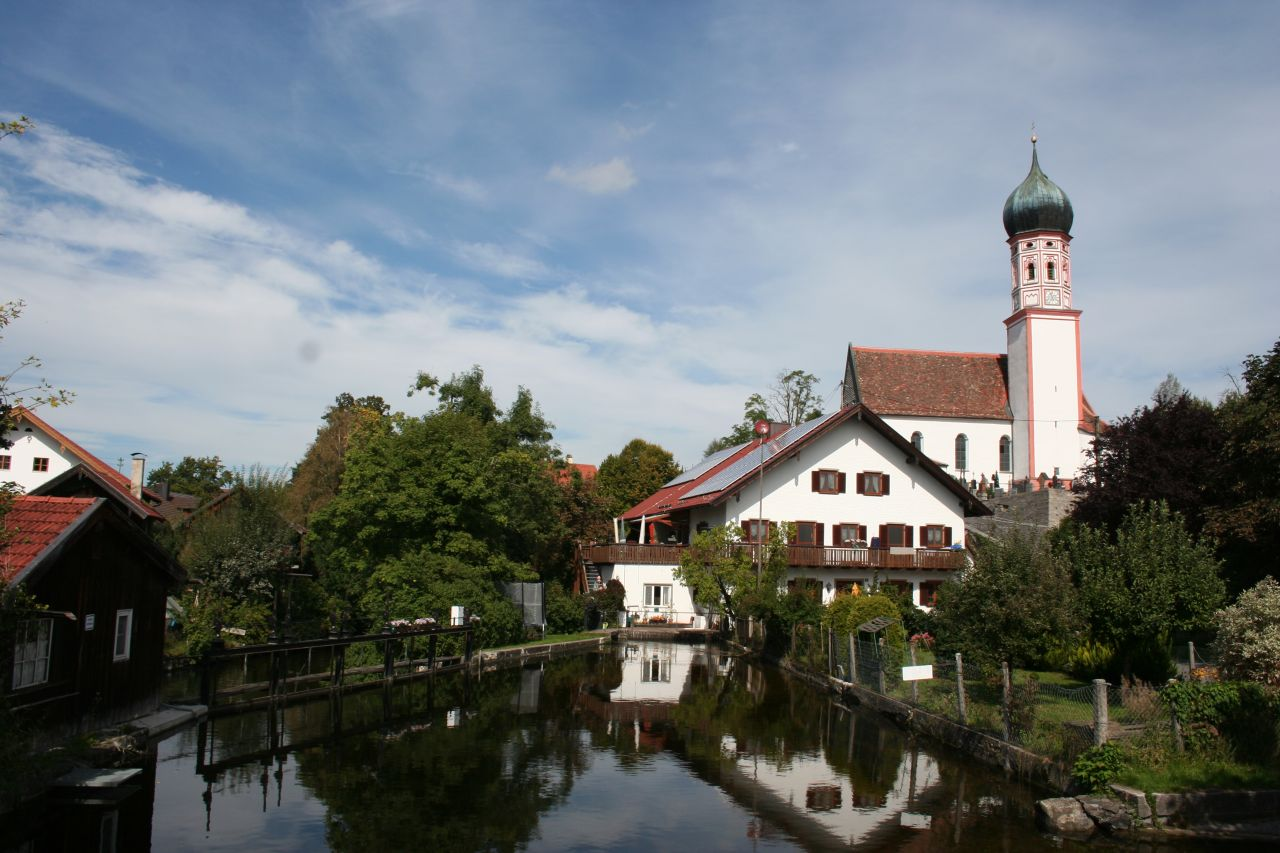
Uffing am Staffelsee

Auf dieser Seite sind die Baudenkmäler in der oberbayerischen Gemeinde Uffing am Staffelsee zusammengestellt. Diese Tabelle ist eine Teilliste der Liste der Baudenkmäler in Bayern. Grundlage ist die Bayerische Denkmalliste, die auf Basis des Bayerischen Denkmalschutzgesetzes vom 1. Oktober 1973 erstmals erstellt wurde und seither durch das Bayerische Landesamt für Denkmalpflege geführt wird. Die folgenden Angaben ersetzen nicht die rechtsverbindliche Auskunft der Denkmalschutzbehörde.

## Baudenkmäler nach Ortsteilen

### Uffing am Staffelsee
| Lage                              | Objekt                                  | Beschreibung | Akten-Nr.              | Bild             |
| --------------------------------- | --------------------------------------- | --- | ---------------------- | ---------------- |
| An der Ach 5 (Standort)           | Kleinbauernhaus                         | Zweigeschossiger teilweise verputzter Blockbau mit Satteldach und traufseitiger Laube, im Kern zweite Hälfte 17. Jahrhundert. | D-1-80-134-2           | Kleinbauernhaus  |
| An der Ach 6 (Standort)           | Kleinbauernhaus                         | Flachsatteldachbau mit verputztem Blockbau-Obergeschoss und giebelseitiger Hochtenne, Kern 17./18. Jahrhundert. | D-1-80-134-3           | BW               |
| Bahnhofstraße 7 (Standort)        | Haustüre                                | Geschnitzte Haustür, nach Mitte 19. Jahrhundert. | D-1-80-134-5           | Haustüre         |
| Hauptstraße 11 (Standort)         | Friedhofskapelle                        | Flachsatteldachbau mit seitlich angeschleppten Anbauten, 1746, Rest der ehemaligen St.-Gregors-Kirche, Ende 19. Jahrhundert umgebaut.                                                                                              | D-1-80-134-7           | Friedhofskapelle |
| Hauptstraße 11 (Standort)         | Friedhofsmauer                          | Niedrige Steinmauer, 18. Jahrhundert, östlich erneuert. | D-1-80-134-7 zugehörig | Friedhofsmauer   |
| Hechenrainer Straße 2 (Standort)  | Haustür                                 | Hölzerne Tür mit Oberlicht in barocken Formen, um 1790; wieder eingebaut. | D-1-80-134-8           | Haustür          |
| Hechenrainer Straße 10 (Standort) | Ehemaliges Nebengebäude, jetzt Wohnhaus | Zweigeschossiger Steildachbau, Anfang 19. Jahrhundert. | D-1-80-134-9           | weitere Bilder   |
| Kapellenstraße 2 (Standort)       | Stadel                                  | Teilweise verschalter hölzerner Flachsatteldachbau mit Bundwerk, Anfang 19. Jahrhundert. | D-1-80-134-11          | BW               |
| Kirchstraße (Standort)            | Katholische Pfarrkirche St. Agatha      | Saalraum mit dreiseitig geschlossenem Chor und südlichem Zwiebelturm, 1483 mit Kern von 1480, 1650 verlängert und barockisiert, Turmoberbau 1676 von Caspar Feichtmayr dem Älteren, 1770 einheitlich umgestaltet; mit Ausstattung. | D-1-80-134-1           | weitere Bilder   |
| Kirchstraße (Standort)            | Friedhofsmauer                          | Mächtige Tuffsteinquadermauer mit Stützpfeilern, 18./19. Jahrhundert. | D-1-80-134-1 zugehörig | BW               |
| Kirchstraße 10 (Standort)         | Wohnstallstadelhaus                     | Wohnteil eines Einfirsthofes, zweigeschossiger Flachsatteldachbau mit verputztem Blockbauobergeschoss, von 1746 (dendro.dat.), um 1900 Dachtragwerk ersetzt.                                                                       | D-1-80-134-38          | BW               |
| Mühlstraße 3 (Standort)           | Pfarrhaus                               | Zweigeschossiger Walmdachbau mit Treppenhauserker, von Emanuel von Seidl, 1912/13. | D-1-80-134-12          | weitere Bilder   |
| Rußbichlstraße 2 (Standort)       | Ehemaliges Handwerkerhaus               | Zweigeschossiger Flachsatteldachbau, aus Tuffstein, mit Giebellaube, 1867, rückwärtiger Anbau, um 1924; mit Einfriedung, um 1924.                                                                                                  | D-1-80-134-37          | weitere Bilder   |

### Brand
| Lage               | Objekt          | Beschreibung | Akten-Nr.     | Bild |
| ------------------ | --------------- | --- | ------------- | ---- |
| Brand 1 (Standort) | Stadel          | Flachsatteldachbau mit Zierbund, Aussägearbeiten und erdgeschossigem Blockbau-Kasten, 18./19. Jahrhundert, Getreidekasten Ende 16. Jahrhundert. | D-1-80-134-15 | BW   |
| Brand 2 (Standort) | Kapelle         | Kleiner Satteldachbau, Mitte 19. Jahrhundert; mit Ausstattung.                                                                                  | D-1-80-134-14 | BW   |
| Brand 2 (Standort) | Kleinbauernhaus | Zweigeschossiger Flachsatteldachbau mit Zierbund, Laube und Traufbundwerk, zweite Hälfte 18. Jahrhundert.                                       | D-1-80-134-16 | BW   |

### Harberg
| Lage                                                    | Objekt                     | Beschreibung | Akten-Nr.     | Bild                       |
| ------------------------------------------------------- | -------------------------- | --- | ------------- | -------------------------- |
| Harberg 1 (Standort)                                    | Villa des Gutshofs Harberg | Zweigeschossiger Schopfwalmdachbau mit Kniestock, Putzgliederung, giebelseitigem Belvedere, Uhrenturm und überdachtem Eingang, um 1880, Erweiterung mit querrechteckigem Kopfbau mit Schopfwalmdach und Belvedere, 1894. | D-1-80-134-36 | Villa des Gutshofs Harberg |
| Unterfeld, östlich an der Straße nach Uffing (Standort) | Kapelle                    | Historisierender Flachsatteldachbau mit Vorhalle, um 1900; mit Ausstattung. | D-1-80-134-18 | weitere Bilder             |

### Hechenrain
| Lage                     | Objekt         | Beschreibung                                                  | Akten-Nr.     | Bild          |
| ------------------------ | -------------- | ------------------------------------------------------------- | ------------- | ------------- |
| Hechenrain 1 (Standort)  | Getreidekasten | Zweigeschossiger Blockbau, bezeichnet 1637, Überbau später.   | D-1-80-134-20 | BW            |
| In Hechenrain (Standort) | Weilerkapelle  | Kleiner Satteldachbau, Ende 18. Jahrhundert; mit Ausstattung. | D-1-80-134-19 | Weilerkapelle |

### Höldern
| Lage                 | Objekt         | Beschreibung                                                            | Akten-Nr.     | Bild |
| -------------------- | -------------- | ----------------------------------------------------------------------- | ------------- | ---- |
| Höldern 1 (Standort) | Getreidekasten | Erdgeschossiger Blockbau, erste Hälfte 17. Jahrhundert, Überbau modern. | D-1-80-134-21 | BW   |

### Kalkofen
| Lage                  | Objekt     | Beschreibung | Akten-Nr.               | Bild       |
| --------------------- | ---------- | --- | ----------------------- | ---------- |
| Kalkofen 8 (Standort) | Bauernhaus | Zweigeschossiger Preisdachbau mit verputzter Blockbauwand, reichem Zierbund und Traufbundwerk, Ende 18. Jahrhundert mit älterem Kern. | D-1-80-134-22           | Bauernhaus |
| Kalkofen 8 (Standort) | Stadel     | Hölzerner Satteldachbau mit Zierbund, 18./19. Jahrhundert, Dach aufgesteilt.                                                          | D-1-80-134-22 zugehörig | BW         |

### Luketsried
| Lage                                                  | Objekt                      | Beschreibung | Akten-Nr.               | Bild           |
| ----------------------------------------------------- | --------------------------- | --- | ----------------------- | -------------- |
| Luketsried 3 (Standort)                               | Wohnteil eines Bauernhauses | Zweigeschossiger Flachsatteldachbau teilweise in Blockbauweise mit Putzgliederung, im Kern zweite Hälfte 18. Jahrhundert, später verändert. | D-1-80-134-23           | BW             |
| Luketsried 3 (Standort)                               | Nebengebäude                | Zweigeschossiger Satteldachbau mit Putzgliederung, Mitte 19. Jahrhundert, mit Backofen.                                                     | D-1-80-134-23 zugehörig | BW             |
| Luketsried 3 (Standort)                               | Getreidekasten              | Zweigeschossiger Blockbau, um 1620, Überbau später.                                                                                         | D-1-80-134-23 zugehörig | BW             |
| Flur Luketsried, an der Straße nach Böbing (Standort) | Lourdeskapelle              | Hölzerner offener Flachsatteldachbau über hohem Sockelgeschoss, um 1900.                                                                    | D-1-80-134-24           | weitere Bilder |

### Sallach
| Lage                   | Objekt         | Beschreibung | Akten-Nr.     | Bild |
| ---------------------- | -------------- | --- | ------------- | ---- |
| Sallach 1 a (Standort) | Getreidekasten | Erdgeschossiger Blockbau, zweite Hälfte 17. Jahrhundert, Überbau später.                                                                              | D-1-80-134-25 | BW   |
| In Sallach (Standort)  | Stadel         | Zweigeschossiger Flachsatteldachbau mit Zierbund und eingebautem Blockbaukasten, Getreidekasten bezeichnet mit „1599“, Überbau bezeichnet mit „1827“. | D-1-80-134-26 | BW   |

### Schöffau
| Lage                           | Objekt                            | Beschreibung | Akten-Nr.               | Bild                 |
| ------------------------------ | --------------------------------- | --- | ----------------------- | -------------------- |
| Am Sportplatz 1 (Standort)     | Ehemaliges Schulhaus              | Zweigeschossiger Zeltdachbau mit Erkern und Laube, um 1910.                                                                                                  | D-1-80-134-28           | Ehemaliges Schulhaus |
| Antlasweg (Standort)           | Getreidekasten                    | Zweigeschossiger Blockbau, Erdgeschoss erste Hälfte 17. Jahrhundert, Oberteil Anfang 19. Jahrhundert, Überbau alt.                                           | D-1-80-134-29           | Getreidekasten       |
| Dorfstraße 8 (Standort)        | Gasthof                           | Zweigeschossiger breit gelagerter Flachsatteldachbau mit Fassadenmalerei und Traufbundwerk, bezeichnet mit „1789“.                                           | D-1-80-134-31           | weitere Bilder       |
| Dorfstraße (Standort)          | Stadel                            | Zweigeschossiger teilweise verschalter Ständerbau mit Flachsatteldach, Bundwerk und Zierbund, um 1800.                                                       | D-1-80-134-31 zugehörig | BW                   |
| Dorfstraße (Standort)          | Stadel                            | Zweigeschossiger Ständerbau mit Flachsatteldach, Bundwerk und Zierbund, Anfang 19. Jahrhundert.                                                              | D-1-80-134-30           | weitere Bilder       |
| Kirchplatz 1 (Standort)        | Katholische Filialkirche St. Anna | Spätgotischer Saalraum mit eingezogenem Chor und nördlichem Halbwalmturm, Mitte 16. Jahrhundert, 1728 gewölbt, 1922/23 neubarock gestaltet; mit Ausstattung. | D-1-80-134-27 Wikidata  | weitere Bilder       |
| Sankt-Anna-Straße 2 (Standort) | Bauernhaus                        | Zweigeschossiger Satteldachbau mit Kniestock und Traufbundwerk, im Kern Ende 18. Jahrhundert.                                                                | D-1-80-134-32           | Bauernhaus           |

## Ehemalige Baudenkmäler
In diesem Abschnitt sind Objekte aufgeführt, die früher einmal in der Denkmalliste eingetragen waren, jetzt aber nicht mehr. Objekte, die in anderem Zusammenhang also z. B. als Teil eines Baudenkmals weiter eingetragen sind, sollen hier nicht aufgeführt werden. Aktennummern in diesem Abschnitt sind ehemalige, jetzt nicht mehr gültige Aktennummern. 

| Lage                                     | Objekt              | Beschreibung | Akten-Nr.               | Bild           |
| ---------------------------------------- | ------------------- | --- | ----------------------- | -------------- |
| Grub 1 (Standort)                        | Bauernhaus          | Mit Traufbundwerk, Ende 18. Jahrhundert.                                                                           | D-1-80-134-17           | BW             |
| Schöffau Brunnenweg 4 (Standort)         | Stadel              | Stattlicher Bundwerkstadel mit Flachsatteldach, Anfang 19. Jahrhundert.                                            | D-1-80-134-29 zugehörig | BW             |
| Uffing Bahnhofstraße 2 (Standort)        | Wohnhaus            | Mit flachem Halbwalmdach, Mitte 19. Jahrhundert.                                                                   | D-1-80-134-4            | Wohnhaus       |
| Uffing Hauptstraße 10 (Standort)         | Bundwerk            | Traufbundwerk, zweite Hälfte 18. Jahrhundert.                                                                      | D-1-80-134-6            | BW             |
| Uffing Hechenrainer Straße 12 (Standort) | Gasthaus Alter Wirt | Ursprünglich Bau des 18. Jahrhunderts, nach Mitte 19. Jahrhundert umgebaut, 1984 entkernt; mit bemalter Hochlaube. | D-1-80-134-10           | weitere Bilder |